# 天主教聖熱羅姆-蒙洛里耶教區
天主教聖熱羅姆-蒙洛里耶教區（拉丁語：Dioecesis Sancti Hieronymi Terraebonae-Montis Laurei）是加拿大一個羅馬天主教教區，屬蒙特利爾總教區，1951年6月23日成立。2022年6月1日與蒙洛里耶教區合併。
教區位於魁北克南部，2010年有教友428,000人，佔轄區總人口97.5%。教區下轄卅四個堂區，有110名司鐸。
現任教區主教為雷蒙·普瓦松，榮休主教為祺肋·卡扎邦和伯多祿·莫利塞特，榮休輔理主教為陶南·拉潘特。